# Parigi-Bruxelles 2000
La Parigi-Bruxelles 2000, ottantesima edizione della corsa, si svolse il 9 settembre 2000 su un percorso di 249 km, con partenza da Soissons e arrivo ad Anderlecht. Fu vinta dall'olandese Max van Heeswijk della Mapei-Quick Step davanti al danese Frank Høj e al belga Ludovic Capelle.

## Ordine d'arrivo (Top 10)
| Pos. | Corridore        | Squadra                       | Tempo    |
| ---- | ---------------- | ----------------------------- | -------- |
| 1    | Max van Heeswijk | Mapei-Quick Step              | 5h35'36" |
| 2    | Frank Høj        | FDJ                           | s.t.     |
| 3    | Ludovic Capelle  | Ville de Charleroi-Newsystems | s.t.     |
| 4    | Fabio Sacchi     | Team Polti                    | s.t.     |
| 5    | Niko Eeckhout    | Palmans-Ideal                 | s.t.     |
| 6    | Fausto Dotti     | Liquigas-Pata                 | s.t.     |
| 7    | Jo Planckaert    | Cofidis                       | s.t.     |
| 8    | Arvis Piziks     | Memory Card-Jack & Jones      | s.t.     |
| 9    | Lars Michaelsen  | FDJ                           | s.t.     |
| 10   | Dmitrij Konyšev  | Fassa Bortolo                 | s.t.     |